# Vol (commande)
Pour les articles homonymes, voir Vol.

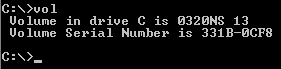
Execution de la commande vol sous MS-DOS

vol est une commande MS-DOS permettant d'afficher nom et le numéro de série d'un volume de disque installé sur l'ordinateur.